# Hundred (jednostka administracyjna)

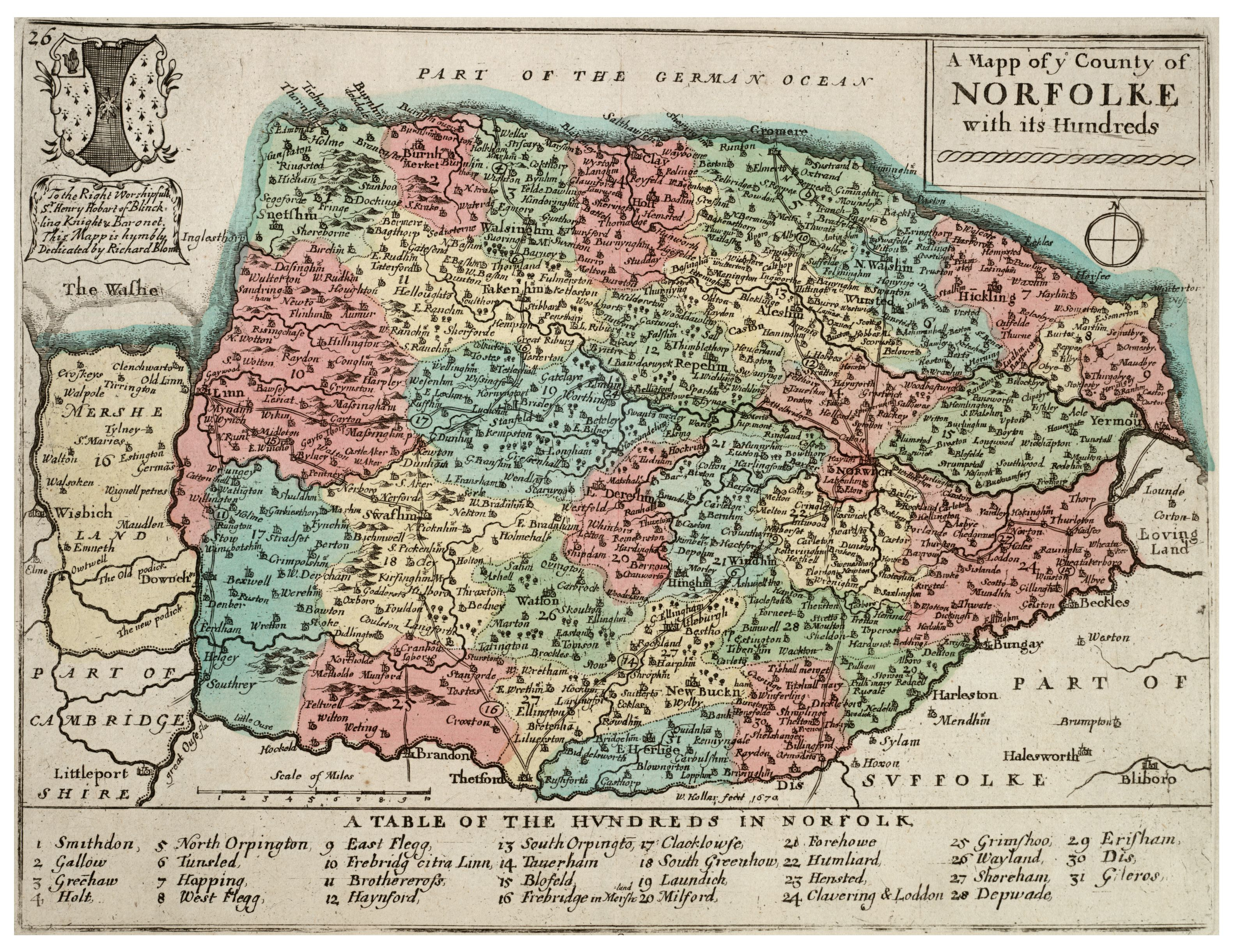
Mapa hrabstwa Norfolk z XVII wieku, przedstawiająca podział hrabstwa na 31 hundreds

Hundred (secina, setnia, l. mn. hundreds) – jednostka podziału terytorialnego Anglii, niższego szczebla niż hrabstwo (shire, county), funkcjonująca co najmniej od X do XIX wieku.
Najstarszy znany dokument, w którym pojawia się nazwa hundred wydany został ok. 940 roku, w okresie panowania Edmunda I, choć prawdopodobne jest, że jednostki te funkcjonowały dużo wcześniej. Nazwa hundred  odnosiła się prawdopodobnie do stu łanów (hide), objętych taką jednostką. Wzorcem dla nich mogła być centena (łac.) funkcjonująca w Imperium Karolińskim. Hundreds funkcjonowały na większej części Anglii znajdującej się pod kontrolą Anglosasów. Na terenach będących we władaniu Duńczyków (Danelaw) ich odpowiedniki zwane były wapentake, a na terenie Nortumbrii – ward. Jednostki te stały się częścią ładu administracyjnego wprowadzonego przez Normanów po podboju przez nich Anglii w 1066 roku.
W średniowieczu hundreds pełniły przede wszystkim funkcję sądowniczą, ale wykorzystywane były także dla celów podatkowych i wojskowych. Co trzy tygodnie (lub co miesiąc) na terenie hundred zbierał się sąd, gdzie rozstrzygana była większość spraw lokalnej społeczności  podlegających prawu cywilnemu. Dwukrotnie w ciągu roku posiedzeniom przewodził szeryf; wtedy to sądzone były sprawy kryminalne. Z czasem zaczęły tracić na znaczeniu, ostatecznie zlikwidowane zostały w połowie XIX wieku.